# 济宁银行
济宁银行，原名济宁市商业银行，2009年12月正式更名为济宁银行。总部驻地为山东省济宁市金宇路6号。主要业务范围在山东省济宁市，在山东省内的菏泽、枣庄、临沂、日照、淄博、泰安、聊城设有分行。